# فاجتو لاریو
فاجتو لاریو (به ایتالیایی: Faggeto Lario) یک کومونه در ایتالیا است که در استان کومو واقع شده‌است.

## خصوصیات
فاجتو لاریو ۱۸٫۱ کیلومترمربع مساحت و ۱٬۲۲۷ نفر جمعیت دارد.